# Бої за Логвинове
Бої за Логвинове — бої російсько-української війни, що сталися 10-12 лютого 2015 року при намаганні російських окупаційних військ і підрозділів терористів ЛДНР відрізати українські підрозділи, які в напівоточенні боронили Дебальцеве за 6 км на південь від села Логвинового.
Село Логвинове розташоване біля ділянки автошляху Е-40 — траси Дебальцеве-Бахмут (Артемівськ) — на той час єдиного шляху, який сполучав Дебальцевський плацдарм з тилами ЗСУ і його втрата означала оперативне оточення підрозділів ЗСУ, які билися у Дебальцевому. Тож, незважаючи на те, що цей «коридор» майже наскрізь прострілювався ворожою артилерією, окупанти вперто намагалися повністю перерізати цей шлях сполучення і не дати можливості ЗСУ відійти з Дебальцевого, навколо якого на той час точилися запеклі бої.
Тут відбулися найвідоміші за період війни на Донбасі прямі танкові бої. У ході таких боїв Україна використовувала «Булати» і Т-64БВ, Росія — свої нові машини Т-72Б3.

## Перебіг боїв
9 лютого 2015-го під Логвинове потрапила у засідку колона вантажних автомобілів ЗСУ. Під потужним артилерійським обстрілом та із застосуванням стрілецької зброї окупантів рухома техніка була знищена. В результаті зник безвісти майор 101-ї окремої бригади охорони ГШ Микита Недоводієв . Безвісти зникли та згодом опізнані старший лейтенант 30-ї бригади Сергій Романчук, старший сержант Павло Плацинський й сержант Василь Демчук. Дві машини 30-ї бригади потрапили під обстріл поблизу села Логвинове, загинули сержанти Євген Корота й Сергій Сухенко, солдат Віталій Катішов. Машина «швидкої допомоги», під час евакуації поранених з позиції «Хрест» (Дебальцеве) до Бахмута (на той час Артемівськ), потрапила у засідку та підірвалася на фугасі поблизу села Логвинове, після чого була розстріляна прямим наведенням. Сергій Кацабін загинув разом з екіпажем санітарної машини, Анатолієм Сулімою та Михайлом Балюком й пораненим молодшим сержантом Олександром Кравченком. Тоді ж загинули Василь Задорожний, Тарас Кончевич, Максим Овчарук, Дмитро Лагунов. Тоді ж зникли безвісти майор 128-ї бригади Олексій Гуртов, старший лейтенант Василь Білак, сержант Роман Чорнобай, солдат Роман Совлич, в "УАЗ"і — полковники Ігор Павлов та Сергій Циганок, підполковник Артур Музика, майор Святослав Василенко, молодший сержант Антон Макаренко.
Уночі 10 лютого російсько-терористичні війська зайняли Логвинове при намаганні оточити українських військових в Дебальцевському «казані». В другій половині дня 10 лютого під Логвиновим потрапили у засідку та були поранені начальник львівської обласної міліції Дмитро Загарія й командир батальйону спеціального призначення МВС «Львів» Ігор Вольский. Від вибуху фугасу загинув Дмитро Терновий — начальник УВБ на Львівській залізниці, та в. о. начальника Дебальцевського міського управління внутрішніх справ полковник міліції Євген Юханов. Офіцери кілька годин тримали оборону та зуміли з боєм прорватися назустріч підоспілій підмозі — бійці спецбатальйону «Львів» та підрозділ Нацгвардії провели 3 бойових рейди для порятунку, з третьої спроби група із 8 бійців батальйону «Львів» на чолі з командиром роти — за підтримки ЗСУ — деблокували офіцерів .
10-11 лютого 2015 року під час зачистки населеного пункту Логвинове завдяки діям офіцера штурмова група оволоділа частиною села, при цьому особисто Володимир Гринюк знищив 3 одиниці бронетехніки та до 30 бойовиків. Під час проведення операції отримав поранення, але продовжив керувати зведеним підрозділом.
11 лютого терористи відступили з Логвинового після масованих ударів української артилерії — частина у напрямку Нижнього Лозового, частина відійшла на кілька кілометрів від траси Дебальцеве — Бахмут в напрямі Новогригорівки на проміжні позиції.
12 лютого підрозділи ЗСУ зробили відчайдушну спробу закріпитися у селі Логвинове і розірвати тим самим кільце оточення навколо Дебальцеве. Це був один з найбільших за кількістю введених сил боїв російсько-української війни. З обох сторін у бою брали участь приблизно по 200—300 чоловік. З українського боку було 6 танків, з боку противника — 8 танків. Також в ході бою завдавала ударів артилерія і міномети.
У село безпосередньо зайшли підрозділи 30-ї механізованої і 79-ї аеромобільної бригади ЗСУ, батальйону Нацгвардії «Донбас», і один танк 92-ї механізованої бригади; осередки ворожого опору у селі були придушені, трасу на Бахмут розблоковано.
Танкісти у 20-хвилинному бою під Логвиновим ліквідували щонайменш 8 російських Т-72 5-ї танкової бригади. Серед інших брала участь рота 1-ї танкової бригади — три із п'яти Т-64БМ «Булат» капітана Олександра Мороза. Рота прикривала танки 30-ї бригади, що йшли на Логвинове.
Підрозділи 24-ї механізованої і 1-ї танкової бригад завдавали удару з флангу, в бою взяв участь також невеликий підрозділ 95-ї бригади.
Російське командування зосередило в Логвиновому різні підрозділи зі складу 3-й, 5-й мотострілкових бригад, і ряд зведених загонів спеціального призначення.
БМП, в якому пересувався Володимир Панчук, потрапила в засідку терористів, вояки зайняли оборону та довго стримували противника, запобігши потраплянню в кільце та нападу на військову колону. Незважаючи на переважання противника у живій силі, група змогла ліквідувати в бою понад 20 терористів. Однак поставленої цілі досягнуто не було. Внаслідок штурму в село по центру вдалося увійти лише 2 ротам 30-ї бригади, бійці якої взялися встановлювати контроль над Логвиновим, зазнаючи втрат. Контроль встановити не вдалося — дії військовиків були скуті ударами ворожої артилерії, підрозділ десантників 79-ї бригади (мав синхронно увійти в село з флангу) потрапив під танковий обстріл; загін же 24-ї бригади взагалі не дістався Логвинового.
Але ключову роль зіграло введення в бій противником свіжого резерву — 5 танків 5-ї танкової бригад ЗС РФ з Улан-Уде. Прикриваючи відхід наших підрозділів, один-єдиний танк 92-ї бригади під командуванням Василя Божка, зумів знищити два російських танка, і ще один підбити, за що був удостоєний звання герой України. Але після витрачання боєприпасів, українським підрозділам довелося піти з села. Траса на Дебальцеве знов була перекрита ворогом.
18 лютого ЗСУ залишили Дебальцеве. Як заявив Президент Петро Порошенко, з Дебальцевого вдалося вивести біля 80 % особового складу — у тому числі завдяки утриманню Логвинового.

## Втрати українських сил
11 українських воїнів загинули 12 лютого в Логвинове:
Батальйон НГУ «Донбас»:
- Анатолій Поліщук
- Володимир Панчук
- Андрій Камінський
- Роман Мельничук
- Володимир Самійленко
- Ігор Турков
- Віталій Запорожець

30-я механізована бригада:
- Андрій Браух
- Володимир Шульга
- Микола Сущук

79-а аеромобільна бригада:
- Володимир Сулик[6]

15 лютого під час довезення набоїв з Артемівська до Дебальцевого колона конвою з 6 машин рухалася польовою дорогою та потрапила у засідку біля Логвинового, «Урал» був розстріляний з танків, загинули вояки Микола Бутенко та Володимир Яневич. 18 лютого при виході з Дебальцевего біля Логвинового загинув старший сержант 30-ї бригади Микола Гайченя.